# Hypnos monopterygius
Hypnos monopterygius of doodkistrog is een soort rog met een nogal ongebruikelijke vorm die endemisch is in Australië. Volgens Fishbase behoort deze rog tot een eigen familie, de Hypnidae (met maar één soort). Hier wordt een indeling gevolgd waarbij het geslacht Hypnos hoort tot de familie van de Torpedinidae en wordt Hypnos ondergebracht in een aparte onderfamilie Hypninae.
 
Het woord Hypnos (Gr. Ὕπνος) komt uit de Griekse mythologie. Hypnos is de personificatie van de slaap. De broer van Hypnos is Thanatos (de Dood). Dit past allemaal bij de naam doodkistrog.

De soort staat als niet bedreigd op de Rode Lijst van de IUCN.

## Voetnoten
1. 1 2  (en) Hypnos monopterygius op de IUCN Red List of Threatened Species.
2. ↑  FishBase – Hypnos monopterygius